# Regra das fases de Gibbs
Proposta pelo físico estadunidense Josiah Willard Gibbs, a Regra das Fases de Gibbs apresenta um critério para a determinação das fases que coexistirão em um sistema em equilíbrio num diagrama de fase.

## Definição
A regra das fases de Gibbs é expressa pela equação
{\displaystyle P+F=C+N} ,
em que P é o número de fases presentes, F é o número de graus de liberdade, ou o número de variáveis que podem ser controladas externamente, e que devem ser especificadas para definir por completo o estado de um sistema. O parâmetro C representa o número de componentes e N é o número de variáveis não relacionadas à composição. Como muitas vezes essas variáveis são a temperatura e a pressão, é comum a equação aparecer como:
{\displaystyle P+F=C+2} .

## Sistema unário
Para sistemas com um só componente, em que C = 1 e as variáveis são temperatura e pressão, de modo que N = 2, a equação toma a forma
{\displaystyle P+F=3} .
No ponto triplo coexistem três fases em equilíbrio. Como há apenas um componente, o número de graus de liberdade é dado por
{\displaystyle F=C+N-P}
{\displaystyle F=1+2-3}
ou seja, F = 0. Isso significa que nenhuma variável (temperatura ou pressão) pode ser mudada, mantendo-se a existência das três fases.
Ao longo de um contorno de fase, duas fases estão em equilíbrio, de modo que
{\displaystyle F=1+2-2}
e há apenas um grau de liberdade. Isso significa que para descrever o estado basta especificar apenas uma das variáveis, pois a outra já está definida.
Considerando um ponto situado em uma região com apenas uma fase,
{\displaystyle F=1+2-1}
o número de graus de liberdade nesse caso é 2. São necessárias duas variáveis para definir o estado do sistema.

## Sistema binário
Para misturas binárias, há dois componentes (C = 2) e, além da temperatura e pressão, há a presença do grau de liberdade composição. Como muitas vezes as operações metalúrgicas, que fazem uso do diagrama binário, são realizadas à pressão atmosférica, a pressão é dada como constante a 1 atm, de modo que N = 1.
{\displaystyle F=C-P+1}